# Wilhelmine Schröder-Devrient
Wilhelmine Schröder-Devrient (Amburgo, 6 dicembre 1804 – Coburgo, 26 gennaio 1860) è stata un soprano tedesco, considerata la più grande artista drammatica tedesca del XIX secolo.

## Biografia
Già all'età di 5 anni fece il suo debutto sulle scene in Amburgo nella parte di un Amorino danzante. A 10 anni era membro del corpo di ballo giovanile di Vienna, quindi passò dal balletto alla recitazione e, a 15 anni, recitò per la prima volta al Burgtheater di Vienna nella parte di Aricia nella traduzione di Schiller della Fedra di Racine.
Quindi si dedicò allo studio del canto e nel 1821 debuttò nel ruolo di Pamina in Die Zauberflöte di Mozart al Kärntnertortheater di Vienna, ottenendo uno straordinario successo, grazie al quale optò definitivamente per la carriera di cantante lirica.
Sempre al Kärntnertortheater nello stesso anno è Agathe nel successo di Der Freischütz di von Weber diretta dal compositore ed a 17 anni interpretò Leonora nel Fidelio di Beethoven alla presenza del compositore.
Si recò quindi nel 1822 con la madre a Dresda, dove fu Emmeline in Die Schweizerfamilie di Joseph Weigl, e nel 1823 fu Leonore in Fidelio ed Ännchen in Der Freischütz diretta da von Weber e venne ingaggiata stabilmente dal Teatro dell'Opera: a Dresda rimase fino al 1847, amatissima dal pubblico.
Sempre nel 1823 è la protagonista di Jessonda di Louis Spohr a Kassel.
Fu amica di Carl Maria von Weber (fu la primadonna nella prima rappresentazione a Dresda della sua Euryanthe nel 1824 diretta dal compositore e Rezia in Oberon a Vienna nel 1827) e soprattutto di Richard Wagner, che così descrive la donna nella sua autobiografia riferendosi alla prima volta che la vide, nell'aprile del 1829, quando aveva 16 anni:
(Richard Wagner, La mia vita, trad. di M. Mila, EDT 1992, pp. 31-32.)
Wagner scrisse pensando a lei molte delle sue parti femminili e la ritenne sempre un modello insuperato di artista, non solo e non tanto per le sue qualità canore, ma soprattutto per la carica espressiva e le doti recitative; la Schröder-Devrient, da parte sua, lo sostenne nei suoi primi passi nel mondo del teatro e fu il primo Adriano in Rienzi (1842), la prima Senta in L'olandese volante (1843) e la prima Venere in Tannhäuser (1845), tutti andati in scena a Dresda. Si esibì anche a Parigi (1830, 1832), Berlino (1831) e Londra (1832).
Ancora nel 1829 è Leonora in Fidelio al Théâtre-Italien di Parigi e nel 1830 canta Erlkönig al Musikverein di Vienna alla presenza di Wolfgang Goethe ed al Théâtre-Italien Agathe in Der Freischütz e Rezia in Oberon con Anton Haizinger.
Nel 1831 con Haizinger al Théâtre-Italien è Donna Anna nel Don Giovanni ed alla Comédie-Italienne di Parigi Euryanthe.
Nel 1832 al Théâtre-Italien è Imogene ne Il pirata diretta da Vincenzo Lavigna con Caroline Unger e Giovanni Battista Rubini ed Adelaide in Adelaide e Comingio di Valentino Fioravanti con Rubini e Luigi Lablache. 
Nel 1833 è Euryanthe con Haizinger al Royal Opera House, Covent Garden di Londra.
Donna libera e spregiudicata, la sua vita privata fu alquanto turbolenta e fonte di pettegolezzi: si sposò una prima volta con l'attore Karl August Devrient, da cui ebbe quattro figli. 
Nel 1847 sposò un certo Döring e prese congedo dalle scene poiché, in quanto moglie di un ufficiale, non poteva esibirsi: ma l'uomo si rivelò poi un truffatore, e la Schröder-Devrient andò incontro ad un pesante tracollo finanziario. 
Nel maggio 1849 prese parte ai moti rivoluzionari di Dresda e venne arrestata e incarcerata per un breve periodo. 
Nel 1850 si risposò di nuovo con un possidente della Livonia, Heinrich von Bock, e seguì il marito nel suo paese: già nel 1852 però faceva ritorno in Germania, vivendo quindi fra Berlino e Dresda. Ebbe anche numerosi amanti.
Nel 1856 ritornò ad esibirsi in concerto in Lieder di Franz Schubert, Beethoven e Felix Mendelssohn Bartholdy; si ritirò definitivamente nel 1859. 
Morì nel 1860 a Coburgo, ed è sepolta nel Trinitatisfriedhof di Dresda.
A Wilhelmine Schröder-Devrient è attribuito il romanzo in due parti Memoiren einer Sängerin (Memorie di una cantante). In realtà, solo la prima parte è autentica, la seconda invece è apocrifa: sfruttando gli scandali privati della cantante ed esponendoli in forma epistolare, l'ignoto autore scrive un romanzo erotico che spesso scade nel pornografico.